# Phobocampe posticae
Phobocampe posticae är en stekelart som först beskrevs av Jinhaku Sonan 1929.  Phobocampe posticae ingår i släktet Phobocampe och familjen brokparasitsteklar. Inga underarter finns listade i Catalogue of Life.